# Bythaelurus
Genre
Bythaelurus est un genre de requins.

## Liste des espèces
- Bythaelurus alcockii Garman, 1913
- Bythaelurus canescens Günther, 1878
- Bythaelurus clevai Séret, 1987
- Bythaelurus dawsoni S. Springer, 1971
- Bythaelurus giddingsi McCosker, Long & C. C. Baldwin, 2012
- Bythaelurus hispidus Alcock, 1891
- Bythaelurus immaculatus Y. T. Chu & Q. W. Meng, 1982
- Bythaelurus incanus Last & Stevens, 2008
- Bythaelurus lutarius S. Springer & D'Aubrey, 1972